# 戦国鳥獣戯画
『戦国鳥獣戯画』（せんごくちょうじゅうぎが）は、鳥獣戯画を基にし、戦国武将を動物化させたテレビアニメ。『戦国鳥獣戯画〜甲〜』の題で、2016年10月より5分枠の短編テレビアニメが放送。引き続いて、2017年1月より第2期となる『戦国鳥獣戯画〜乙〜』が放送された。
映像は絵巻調でキャラクターも筆で描いたようなものになっている。内容は戦国武将の逸話を改変してシュールなコメディに仕上げている。

## キャスト
織田信長（ホトトギス）
声 - 中村橋之助 (4代目)
豊臣秀吉（サル）
声 - 村井良大
徳川家康（タヌキ）
声 - 和田雅成
森蘭丸（ホトトギス）
声 - 鳥越裕貴
オルガンティノ（カッパ）
声 - 石井智也
石田三成（タカ）
声 - 滝口幸広
加藤清正（トラ）
声 - 峯田大夢
福島正則（イノシシ）
声 - 長村航希
脇坂安治（テン）
声 - 深澤大河
加藤嘉明（ウマ）
声 - 高橋直気
伊達政宗（リュウ）
声 - 長濱慎
片倉小十郎（オニ）
声 - 石井智也
前田利家（イヌ）
声 - 今川碧海
柴田勝家（オニ）
声 - 長村航希
真田昌幸（シカ）
声 - 石井智也
真田幸村（シカ）
声 - 深澤大河
明智光秀（ウサギ）
声 - 中村嘉惟人
黒田長政（ヒツジ）
声 - 中村嘉惟人
藤堂高虎（トラ）
声 - 安川純平
細川忠興（ヤマドリ）
声 - 三上真史
武田信玄（トラ）
声 - 三上真史
山本勘助（キツツキ）
声 - 鳥越裕貴
松永久秀（クモ）
声 - 石井智也
豊臣秀頼（サル）
声 - 川合諒
淀殿（ホトトギス）
声 - 石井智也
黒田官兵衛（ヒツジ）
声 - 三上真史
清水宗治（タンチョウヅル）
声 - 植田圭輔
小早川隆景（カマキリ）
声 - 植田圭輔
北条氏政（ネズミ）
声 - 大矢剛康
本多忠勝（シカ）
声 - 今川碧海
本多正信（タカ）
声 - 石井智也
馬場信房（ウマ）
声 - 長濱慎
武田信繁（トラ）
声 - 大矢剛康
ルイス・フロイス（カッパ）
声 - 石井智也
上杉景勝（リュウ）
声 - 峯田大夢
宇喜多秀家（キョン）
声 - 山本侑平
前田利長（イヌ）
声 - 大矢剛康
毛利輝元（ツル）
声 - 滝口幸広
島津義久（ネコ）
声 - 石井智也
島津義弘（ネコ）
声 - 橋本祐樹
島津歳久（ネコ）
声 - 山本侑平
島津家久（ネコ）
声 - 鳥越裕貴
上杉謙信（リュウ）
声 - 大矢剛康
直江景綱（カメ）
声 - 滝口幸広
柿崎景家（サル）
声 - 橋本祐樹
次郎法師（トラ）
声 - 石井智也
南渓瑞聞（リュウ）
声 - 鳥越裕貴
語り
声 - 林原めぐみ

## スタッフ
- 演出 - 住田崇
- 脚本 - 熊本浩武、土屋亮一
- 作画 - ニイルセン
- アニメーション - 上田ゆりさ
- ブレーン - 酒井健作
- エグゼクティブプロデューサー - 奥薗徹、香月和宏、船田晃
- プロデューサー - 林玄規、安武修平、広瀬基樹
- 制作 - ILCA
- 製作 - 「戦国鳥獣戯画」製作委員会

## 主題歌
「GKJでおかしちゃえ!」
作詞 - オークラ / 作曲・編曲 - ラムシーニ / 歌 - 鳥獣GIG［織田信長（中村橋之助）、豊臣秀吉（村井良大）、徳川家康（和田雅成）、森蘭丸（鳥越裕貴）、脇坂安治（深澤大河）、伊達政宗（長濱慎）］
劇中歌「髷を撫でて」（甲第六話、乙第一話、乙第十三話）
作詞 - 熊本浩武 / 作曲･編曲 - カンケ / 歌 - 奥村愛子

## 各話リスト
| 話数     | サブタイトル         | 関連史実                            |
| 甲       | 甲                   | 甲                                  |
| -------- | -------------------- | ----------------------------------- |
| 第一話   | 見せたいもの         | 1574年                              |
| 第二話   | 一番槍は誰だ         | 1583年 賤ヶ岳の戦い                 |
| 第三話   | 政宗の憂鬱           | 1591年 葛西大崎一揆                 |
| 第四話   | 変な二人             | 1570年 比叡山焼き討ち               |
| 第五話   | 六文銭               | 1601年 関ヶ原の戦い                 |
| 第六話   | 僕のふんどし         | 1573年 三方ヶ原の戦い               |
| 第七話   | 草履の秘密           | 1570年 姉川の戦い                   |
| 第八話   | 叩いてかぶって       | 1620年                              |
| 第九話   | 風林火山             | 1561年 八幡原の戦い                 |
| 第十話   | お宝                 | 1577年 信貴山城の戦い               |
| 第十一話 | 穴                   | 1614年 大阪の陣                     |
| 第十二話 | 水攻め               | 1582年 備中高松城の戦い             |
| 第十三話 | お正月               | 1574年 一乗谷城の戦い・小谷城の戦い |
| 乙       |                      |                                     |
| 第一話   | 鶴の汁               | 1579年                              |
| 第二話   | 小田原攻め           | 1590年 小田原征伐                   |
| 第三話   | ぬっぺふほふ         | 1609年                              |
| 第四話   | 影武者オーディション | 1547年                              |
| 第五話   | 殿                   | 1570年 金ヶ崎の戦い                 |
| 第六話   | はじめてのバナナ     | 1569年                              |
| 第七話   | 俺は誰だ             | 1582年 備中高松城の戦い・本能寺の変 |
| 第八話   | 嫌われ者             | 1599年 石田三成襲撃事件             |
| 第九話   | 五大老               | 1598年                              |
| 第十話   | 島津四兄弟           | 1559年                              |
| 第十一話 | 謙信の噂             | 1561年 八幡原の戦い                 |
| 第十二話 | おんな城主           | 1565年                              |
| 第十三話 | 本能寺の変           | 1582年 本能寺の変                   |

## 放送局
| 放送期間                       | 放送時間                     | 放送局     | 対象地域 |
| ------------------------------ | ---------------------------- | ---------- | -------- |
| 2016年10月9日 - 2017年4月9日   | 日曜 1:42 - 1:47（土曜深夜） | KBCテレビ  | 福岡県   |
|                                | 日曜 21:55 - 22:00           | チバテレ   | 千葉県   |
|                                | 日曜 23:55 - 月曜 0:00       | tvk        | 神奈川県 |
| 2016年10月13日 - 2017年4月13日 | 木曜 2:00 - 2:05（水曜深夜） | テレ玉     | 埼玉県   |
| 2016年10月14日 - 2017年4月13日 | 金曜 19:55 - 20:00           | サンテレビ | 兵庫県   |

| 配信期間         | 配信時間                            | 配信サイト                                                                        | 備考                                                            |
| ---------------- | ----------------------------------- | --------------------------------------------------------------------------------- | --------------------------------------------------------------- |
| 2016年10月10日 - | 月曜 0:00 更新（日曜深夜）          | RakutenShowtime ビデオマーケット ニコニコ動画 / U-NEXT アニメ放題 / dアニメストア | 第1話無料                                                       |
|                  |                                     | GYAO!                                                                             | 第1話無料、2話以降1週間限定無料後GYAO!ストア                    |
|                  | 月曜 22:56 - 23:00                  | AbemaTV新作TVアニメch                                                             | リピートあり                                                    |
| 2016年10月11日 - | 月曜 12:00 更新 （火曜 12:00 更新） | ふらっと動画                                                                      | NHN comicoの動画配信サイト 初回及び月曜が祝日の場合のみ火曜配信 |
| 2016年10月17日 - | 月曜 0:00 更新（日曜深夜）          | バンダイチャンネル                                                                | 第1話無料                                                       |